# Dura percnoptera
Dura percnoptera är en fjärilsart som beskrevs av Collenette 1938. Dura percnoptera ingår i släktet Dura och familjen tofsspinnare. Inga underarter finns listade i Catalogue of Life.